# 玉華宮
玉華宮（ぎょくかきゅう）は中華人民共和国陝西省銅川市に位置する観光地。

## 概要
銅川市の北45キロメートルの玉華山にあり、唐代最初の三代の皇帝の避暑地として用いられた。また、玄奘三蔵が太宗（在位。626～ 649）により訳経を命ぜられた場所としても有名。
現在は、夏のみならず、ホテル建設、冬のスケート場、人工降雪機によるスキー場開発などによる、通年観光を目指している。